# یواس‌اس استالوارت (ای‌ام‌سی-۱۰۵)
یواس‌اس استالوارت (ای‌ام‌سی-۱۰۵) (به انگلیسی: USS Stalwart (AMc-105)) یک کشتی بود که طول آن ۹۸ فوت ۵ اینچ (۳۰٫۰۰ متر) بود. این کشتی در سال ۱۹۴۱ ساخته شد.